# Myélotomie
La myélotomie, terme composé du grec muelos (moelle) et ektomê (section, coupe), est un acte de neurochirurgie consistant à pratiquer une section partielle de la moelle épinière. Les causes médicales nécessitant de pratiquer une myélotomie étaient essentiellement représentées par la chirurgie de la douleur, en particulier dans les douleurs chroniques cancéreuses résistantes à toute approche médicamenteuse ou le tabès, en pratiquant une section sélective des voies de la sensibilité au sein de la moelle épinière (on parle aussi de chordotomie ou cordotomie, cordotomy (en) étant le terme préféré en anglais). Ces indications sont en très nette régression car entrainant des lésions définitives, au profit de la neuromodulation.
La myélotomie est aussi pratiquée pour l'ablation d'une tumeur ou la vidange d'un kyste situé dans la moelle épinière,.